# Antoni (Bystrow)
Antoni, imię świeckie Nikołaj Michajłowicz Bystrow (ur. 1858 w Niubie, zm. 16 lipca 1931 w Archangielsku) – rosyjski biskup prawosławny, święty nowomęczennik.

## Życiorys
Był synem kapłana prawosławnego. W 1879 ukończył seminarium duchowne w Wołogdzie, następnie podjął pracę psalmisty w jednej z cerkwi eparchii wołogodzkiej i wielkoustiuskiej. W 1882, jako mężczyzna żonaty, został wyświęcony na kapłana. W 1888, już po śmierci małżonki, wstąpił do Monasteru Pielszemskiego. W 1890 został przełożony Monasteru Korniliewsko-Komelskiego. W 1892 otrzymał godność ihumena, zaś w 1906 – archimandryty. W 1907 przeniesiony do monasteru Zesłania Ducha Świętego w Wołogdzie, również jako jego przełożony.
17 stycznia 1910 miała miejsce jego chirotonia biskupia, po której został biskupem wielkim, wikariuszem eparchii wołogodzkiej. W 1921 został przeniesiony na katedrę archangielską i chołmogorską. W 1922 aresztowany i zesłany do Kraju Narymskiego, odzyskał wolność po czterech latach. Po powrocie ponownie objął zarząd eparchii archangielskiej z godnością arcybiskupią. 23 stycznia 1931 został aresztowany razem z grupą duchowieństwa i wiernych i oskarżony o prowadzenie zbiórki środków dla duchownych przebywających na zesłaniu. W więzieniu czytał Ewangelię ze współwięźniami, rozmawiał z nimi o wierze, zachowywał surowy post. W lipcu 1931 ciężko zachorował i zmarł w więziennym szpitalu.
W 2000 kanonizowany jako jeden z Soboru Świętych Nowomęczenników i Wyznawców Rosyjskich.